# Bajo el mismo cielo
Bajo el mismo cielo es una película del año 2008. Creada por la periodista Inés Romero y dirigida por Sílvia Munt.

## Sinopsis
Una pareja de inmigrantes marroquíes en España se separa. Él vuelve a Marruecos porque aquí sólo encuentra trabajos precarios e inferiores a su formación y su mujer decide quedarse. La hija de ambos tiene 11 años y comparte con el profesor el gusto por la escritura. Decide seguir al padre. La madre de la pequeña intenta recuperarla. Para ello es fundamental la mediación del profesor que busca en Marruecos lo que aquí no tiene. Armonía, comprensión e incluso el amor.

## Premios
- Festival Amal, Santiago de Compostela, Premio Mejor Actriz para Elvira de Armiñán. 2008
- Festival de Cine Español de Tánger. Cierre del Festival, Cierre del Festival
- Festival de Cine de Alicante. Mejor película. 2009
- Festival de Cine de Islantilla. Mejor película 2009
- Festival de Cine de Valladolid. Cierre del Festival. Homenaje a Sílvia Munt. (2009)
- Premio Civis de la Unión Europea. Berlín 2010
- Festival de Cine Africano de Tarifa. 2010